# Victoria Schlederer
Victoria Schlederer (* 1985 in Wien) ist eine österreichische Autorin. 

## Leben
Nach Erreichen der Matura (Abitur) begann Schlederer Slawistik (Tschechisch) und Politikwissenschaft an der Universität Wien zu studieren. Parallel zu ihrem Studium ist sie als freie Journalistin für verschiedene Zeitschriften und Rundfunksender sowie als Guide im Kindermuseum von Schloss Schönbrunn und in der Hofburg tätig.
Mit ihrem Roman „Des Teufels Maskerade“ konnte sie 2009 erfolgreich debütieren. Mit ihrem Manuskript hatte sie unter mehr als 1.400 Einsendungen den vom Heyne Verlag ausgeschriebenen Wettbewerb „Schreiben Sie einen magischen Bestseller“ gewonnen. 2012 erschien ihr zweiter Roman "Fortunas Flug", nach ihrem Debütroman ein weiteres magisch-historisches Abenteuer rund um den mysteriösen Geheimagenten Felix Graf von Trubic und das k.u.k.-Büro für okkulte Angelegenheiten.
An der Universität Rotterdam verbrachte Schlederer ein Auslandssemester. Sie lebt in Wien.

## Werke (Auswahl)
- Als Jacques de Molay brannte. Roman. Unter dem Pseudonym Robyn Hurdes veröffentlicht. Dead Soft Verlag 2006, ISBN 978-3-934-44233-7
- Des Teufels Maskerade. Roman. Heyne, München 2009, ISBN 978-3-453-52655-6
- Fortunas Flug. Roman. Heyne, München 2012, ISBN 978-3-453-52763-8